# Andreu Pont
Andreu Pont Bosom, anomenat Andreu Pont d'Osseja (Oceja, 15 d'agost de 1606 — Perpinyà, 1653) fou abat de Santa Maria d'Amer i de Santa Maria de Roses (1643-1653), va ésser nomenat President de la Generalitat de Catalunya el 22 de juliol de 1647.
Va ser abat de Sant Pere de Camprodon entre 1640 i 1643 i poc després va jurar fidelitat com a monjo a la congregació benedictina el 18 d'agost de 1644, on va ser nomenat president català del capítol l'any 1648.
És sabut que Andreu Pont va participar en l'expulsió dels monjos de l'abadia de Montserrat.
Durant el seu mandat com a president de la Generalitat hagué d'afrontar diversos problemes crònics. Els nous governants francesos incomplien sistemàticament la legalitat catalana, més per desconeixement que per criteri; l'enfrontament institucional amb en Pèire de Marca es mantingué durant anys; la volatilitat dels virreis no ajudava a consolidar les relacions. En aquest període es succeïren tres governants francesos importants: Lluís II de Borbó-Condé, Michele Mazzarino i Lluís de Borbó-Vendôme. Enmig d'aquest ambient es publicà el Manifiesto de la fidelitat catalana, integridad francesa i perversidad enemiga de la justa conservación de Catalunya en Francia, que comportà la detenció de Francesc Martí i Viladamor.
Però el problema més greu fou el dels allotjaments de les tropes en territori català. Era un problema per partida doble, ja que tant les tropes franceses com les filipistes es feien donar menjar i beure de franc i maltractaven als que els hostatjaven.